# NMBS-Groep
De NMBS-Groep is een Belgische spoorwegbedrijvengroep die bestaat uit de overkoepelende NMBS-Holding en de dochtermaatschappijen NMBS en Infrabel.

## Ontstaan
De NMBS werd omgevormd tot een NMBS-Groep met drie maatschappijen nadat de Europese Unie besloot dat het treinverkeer in de EU voor 2005 diende te worden geliberaliseerd (privatisatie). Deze liberalisering vergde een grotere onafhankelijkheid tussen vervoersmaatschappijen die met een trein vervoer van reizigers of goederen aanbieden, en infrastructuurmaatschappijen die eigenaar van het treinnetwerk zijn. Het is sindsdien een vereiste dat een instantie onafhankelijk van een treinmaatschappij garandeert dat verschillende vervoersmaatschappijen even veel kans krijgen om te opereren op een spoornet.
Daardoor ontstond Infrabel: die maatschappij staat in voor de Belgische spoorinfrastructuur, alle (met uitzondering van de grootste) stations, het opvolgen van het treinverkeer en onderhoud en herstellingen aan de infrastructuur en bleef NMBS, in een nieuwe rol als vervoersmaatschappij, enkel bevoegd voor het vervoeren van goederen en reizigers. 
De NMBS-Holding overkoepelt de beide maatschappijen, is de werkgever van het personeel van beide maatschappijen en heeft de restbevoegdheid in te staan voor de uitbating en het onderhoud van de 37 grootste stations in België zoals onder meer Antwerpen-Centraal, Brussel-Zuid en Brussel-Noord, en de veiligheid in alle Belgische stations te garanderen.

## Toekomst
De communicatie tussen de drie bedrijven in de groep loopt volgens sommige analyses te stroef. Er gaan stemmen op de NMBS-Holding op te doeken en enkel Infrabel en NMBS over te houden, of om de drie bedrijven samen te voegen en zo de NMBS van voor 2005 te herstellen, met enkel een aparte regulator voor de toekenning van rijpaden op het spoorwegnet aan verschillende treinmaatschappijen.